# Barleria carruthersiana
Barleria carruthersiana är en akantusväxtart som beskrevs av Spencer Le Marchant Moore. Barleria carruthersiana ingår i släktet Barleria och familjen akantusväxter. Inga underarter finns listade i Catalogue of Life.